# Palatka, Magadan oblast
Palatka (ryska: Палатка) är en ort i Magadan oblast i Ryssland. Orten ligger 87 kilometer nordväst om Magadan och ungefär 100 kilometer söder om Atka. Folkmängden är cirka 4 000 invånare.

## Etymologi
Namnet kan gå tillbaka på det ryska ordet palatka, “tält”.  Det skulle i så fall vara en beskrivning av bosättningens begynnelse som tältläger. Det har också föreslagits att namnet kommer från tungusiskans Palja Atken i betydelsen ”stenig flod”.

## Historia
Bosättningen upprättades någon gång under 1930-talet i samband med att guldfyndigheter hittades i området. Ett arbetsläger enligt gulagsystemet inrättades. 1937 fanns ungefär 3 000 fångar i Palatskas arbetsläger.
Det första officiella omnämnandet skedde i juni 1932, när den första bron över Palatkafloden byggdes.
På 1960-talet startades en sovchos i Palatka.

## Vänort
Palatka har sin namne i USA som vänort:
- Palatka, Florida